# 전영록
전영록(1954년 3월 26일 ~ )은 대한민국의 가수, 배우이다.
그는 대한민국의 영원한 젊은 오빠라는 닉네임으로 유명하며 가수로서의 대표곡으로는 《불티》등이 있다.

## 생애
전영록은 1954년 서울에서 당시 대한민국의 배우 황해, 가수 백설희 부부 사이에서 차남으로 태어났다.
1971년 CBS 라디오 프로그램 《영 페스티벌》에 출연하면서 데뷔했다. 처음에는 아버지의 뒤를 이어 영화 배우로 데뷔했으며 후에 작곡과 작사 등 여러 분야에 능통하여 가수 활동도 병행했는데 개그맨 이홍렬과 중학교 동창이고 배우 이덕화는 본인의 초등학교 3년 선배이자 같은 연예인 2세이기도 했다. 1980년대에 왕성한 활동을 한 가수 중 한 명이었으며 대표곡으로는 《사랑은 연필로 쓰세요》, 《종이학》, 《아직도 어두운 밤인가 봐》, 《불티》등이 있다. 여러 편의 영화에도 출연하여 배우로서 활동했으며 대표작으로 《돌아이》등이 있다.
배우 이미영과 결혼해서 2녀를 두었으며 바로 전보람하고 전우람이다. 전영록은  80년대 초반부터 비디오테이프를 수집했으며 1989년부터 비디오 대여점 프랜차이즈를 시작했으나 평균 400만원의 적자 때문에 결국 1995년 3월 폐업했고 이 과정에서 경제적 어려움 탓인지 이미영과 사이가 나빠져 1997년 이혼했다. 이후 전영록은 임주연과 다시 결혼하였고  임주연과의 사이에 2남을 두었다. 장녀 전보람은 2008년에 솔로 가수로 데뷔, 2009년에 그룹 티아라(T-ara)의 멤버가 되었고, 둘째 딸 전우람은 2012년에 그룹 디유닛(D-UNIT)의 멤버, R.A.M으로 데뷔했다.

## 학력
- 1967년 동신초등학교 (졸업)
- 1970년 한양중학교 (졸업)
- 1973년 영락고등학교 (졸업)
- 중앙대학교 연극영화학과 73학번 (중퇴)

## 가족
- 아버지는 1949년에 〈성벽을 뚫고〉로 데뷔한 영화배우 황해(본명: 전홍구)이다.
- 어머니는 1943년에 데뷔하여 〈봄날은 간다〉를 히트시킨 가수 백설희(본명: 김희숙)이다.
- 첫째 딸은 2008년, [Lucifer Project Vol 1. 愛]로 데뷔한 가수 전보람이다.
- 둘째 딸은 2012년에 디유닛의 멤버로 데뷔한 가수 전우람이다.

## 디스코그라피

### 앨범
- 1975년 데뷔앨범 《나그네 길》 《애심》
- 1976년 영화 '내마음의 풍차' OST 《그날이 오면》 《철지난 바닷가》
- 1977년 2집 《한마음》 《잊지 말아요》
- 1979년 3집 《누군가》 《꽃밭의 나비》
- 1980년 4집 《만나려는 마음》 《가버린 사랑》
- 1981년 5집 《애원》 《그대여》
- 1982년 6집 《지나간 시절의 연가》 《종이학》
- 1983년 7집 《사랑은 연필로 쓰세요》 《그대가 미워요》
- 1984년 8집 《불티》 《아직도 어두운 밤인가 봐》
- 1985년 히트곡 메들리 앨범 《다운타운 27》
- 1985년 9집 《그대 우나봐》 《내사랑 울보》
- 1986년 영화 '돌아이2' OST
- 1987년 10집 《이제 자야 하나봐》 《하얀밤에》
- 1987년 영화 '돌아이3' OST
- 1988년 11집 《추억》 《저녁놀》
- 1989년 12집 《아직도 새벽은 오질 않아》 《바람에 실려간 사랑》
- 1990년 13집 《창가에 흐르는 세월》 《인생》
- 1990년 전영록,정수라 듀엣앨범 J&J 《우리들의 이야기》 《여기 이 불빛이》
- 1992년 '91전영록 《이별은 싫어》
- 1992년 From Folk To Heavy Metal 《노래는 내인생》 《그대는 이미》
- 1992년 부모님과 함께(with 황해,백설희) 《황혼》 《물새우는 강언덕》

### MBC 서울국제가요제 참가
- 1982년 《지나간 시절의 연가 - LOST LOVE》 금상 수상
- 1983년 with 윤시내 《연민-Symphathy of Love》 은상 수상
- 1986년 《어제 - Yesterday》 우수가창상 수상

## 출연작

### 영화
- 1976년 《내 마음의 풍차》
- 1976년 《소녀의 기도》
- 1976년 《너무 너무 좋은 거야》
- 1976년 《울면 바보야》
- 1976년 《짝》
- 1976년 《제7교실》
- 1976년 《푸른 교실》
- 1977년 《말해 버릴까》
- 1977년 《네가 좋아》
- 1979년 《꽃밭에 나비》
- 1979년 《모모는 철부지》
- 1980년 《달려라 풍선》
- 1981년 《꼭지 꼭지》
- 1982년 《대학 얄개》
- 1983년 《대학 신입생 오달자의 봄》
- 1983년 《대학 들개》
- 1985년 《돌아이》 ... 석이 역/영화 원작 시놉시스 집필
- 1986년 《말괄량이 대행진》 ... 강민 역
- 1986년 《돌아이 2》
- 1987년 《대야망》
- 1987년 《얄숙이들의 개성시대》 ... (특별출연)
- 1987년 《돌아이 3》
- 1988년 《독불장군》 ... 독불 강철구 역
- 1988년 《외계 번개용》 ... 용 역
- 1990년 《친구야! 친구야!》 ... 장덕수 역
- 1991년 《토끼를 태운 잠수함》 ... DJ 역
- 2011년 《써니》 ... 과거 사진 역(특별출연)
- 2019년 《애월》 ... 클럽사장 역(우정출연)

### 드라마
- 1987년 ~ 1988년 어머니
- 2018년 톱스타 유백이 ... (특별출연)

### 방송
- KBS2 《해피 선데이 - 불후의 명곡》 2004년 142회 13대 선생님
- KBS2 《자유선언 토요일 - 불후의 명곡 2》 2011년 21회 12대 전설
- MBN 《인생을 즐겨라 비밥바룰라》 2016년
- MBC every1 《비디오스타》 7월 10일 101회

### 라디오
- 1987년 MBC 《팝스 파노라마》
- 2005년 KBS 《전영록의 뮤직 토크[6]》
- 2015년 EBS 《EBS 책 읽는 라디오 낭독 시리즈》

## 수상

### 가요 프로그램 1위
| 연도            | 수상 내역 (총 15회) |
| --------------- | --- |
| 1985년 (총 5회) | - 아직도 어두운 밤인가봐 (총 5회) - 4월 7일 KBS 《가요톱텐》 1위 - 4월 14일 KBS 《가요톱텐》 1위 - 4월 21일 KBS 《가요톱텐》 1위 - 4월 24일 KBS 《가요톱텐》 1위 - 5월 1일 KBS 《가요톱텐》 1위 (5주 연속) (골든컵)        |
| 1986년 (총 2회) | - 그대 우나봐 (총 2회) - 4월 23일 KBS 《가요톱텐》 1위 - 4월 30일 KBS 《가요톱텐》 1위 (2주 연속) |
| 1987년 (총 2회) | - 내 사랑 울보 (총 2회) - 1월 14일 KBS 《가요톱텐》 1위 - 1월 21일 KBS 《가요톱텐》 1위 (2주 연속) |
| 1988년 (총 6회) | - 저녁놀 (총 6회) - 6월 15일 KBS 《가요톱텐》 1위 - 6월 22일 KBS 《가요톱텐》 1위 - 7월 6일 KBS 《가요톱텐》 1위 - 7월 20일 KBS 《가요톱텐》 1위 - 7월 27일 KBS 《가요톱텐》 1위 - 8월 3일 KBS 《가요톱텐》 1위 (통산 6주) |

## CF
- 1976년 해태제과 누가바
- 1978년 농심 새우깡 (Feat. 정윤희)
- 1981년 / 1986년 ~ 1987년 롯데제과 (롯데껌, 가나 초콜렛, 가나 초코바, 우주작전, 리치바, 아몬드 초콜렛, 꼬깔콘, 넛츠 비스켓, 월드콘, 하이쿨바.)
- 1983년 ~ 1986년 뱅뱅
- 1985년 한국콘티넨탈 콘티찐빵 (이혼 전 아내 이미영과 공동출연했다.)
- 1985년 롯데푸드 색연필바
- 1985년 레이디가구
- 1986년 이마이크로 마이크로 제도샤프
- 1987년 영문구 칸나앨범
- 1987년 한독 브론치쿰 (그의 아버지 배우 황해와 어머니 가수 백설희 가족이 함께 출연했다.)
- 1988년 남양유업 바로바로 (이혼 전 아내 이미영과 공동출연했다.)
- 1988년 동서식품 맥스웰 하우스 캔커피
- 1989년 빙그레 베이컨칩
- 1989년 아모레퍼시픽 설록차 (그의 아버지 배우 황해와 어머니 가수 백설희 가족이 함께 출연했다.)
- 1990년 이마이크로 MIT샤프 3000&5000 (오빠 코미디언 이창훈과 공동 출연했다.)
- 1991년 한일팜스 맥켄양념치킨 (이혼 전 아내 이미영과 오빠 코미디언 이창훈과 공동 출연했다)
- 1992년 GC녹십자 제놀 (이혼 전 아내 이미영과 출연했다.)
- 1992년 용산양말 YSC
- 1992년 LG생활건강 보드란, 보드란 쿨 (이혼 전 아내 이미영과 공동출연했다.)
- 1992년 삼호유업 만석군죽
- 2011년 크라운제과 크라운산도 (그의 딸이자 티아라 멤버인 전보람과 함께 출연했다.)
- 2013년 동아오츠카 오란씨

## 뮤직비디오
- 2011년 티아라 - 롤리폴리